# Hong Kong Disneyland
Hong Kong Disneyland (em chinês:  香港 迪士尼 乐园) está localizada em terrenos valorizados em Penny Bay, na ilha de Lantau, Hong Kong. É o primeiro parque temático localizado dentro do Hong Kong Disneyland Resort e cuja gestão e propriedade são da Hong Kong International Theme Parks. Trata-se, juntamente com Ocean Park Hong Kong, de um dos dois grandes parques temáticos em Hong Kong. A Hong Kong Disneyland foi aberta aos visitantes em 12 de setembro de 2005. A The Walt Disney Company tentou evitar problemas de reação cultural, tentando incorporar a cultura, os costumes e as tradições da China ao projetar e construir o resort, incluindo a adesão às regras do feng shui. Por exemplo, uma curva foi colocado em uma passarela perto da entrada do Hong Kong Disneyland Resort para evitar que a energia positiva qi não flua para o mar da China Meridional.
O parque é composto por sete áreas temáticas: Main Street, USA; Fantasyland; Adventureland; Tomorrowland; Grizzly Gulch; Mystic Point; e Toy Story Land. Membros do elenco do parque temático falam em cantonês, inglês e mandarim. Mapas de são impressos em chinês tradicional e simplificado, bem como em inglês e japonês.
O parque tem uma capacidade diária de 34 mil visitantes, o menor de todos os parques da Disney. O complexo atraiu 5,2 milhões de visitantes em seu primeiro ano, abaixo de sua meta de 5,6 milhões. O número de visitantes caiu 20% no segundo ano, para 4 milhões, o que incitou críticas dos legisladores locais. No entanto, o número de visitantes no parque um ligeiro aumento de 8% no terceiro ano, atraindo um total de 4,5 milhões de visitantes em 2007. Em 2009, o comparecimento ao parque novamente aumentou 2%, para 4,8 milhões de visitantes. O número continuou a crescer e recebeu 5,2 milhões de visitantes no ano fiscal 2009/2010. Desde a sua inauguração, a Hong Kong Disneyland já recebeu mais de 25 milhões de pessoas. De acordo com a AECOM e a Themed Entertainment Association (TEA), a Hong Kong Disneyland foi o 14º parque temático mais visitado do mundo em 2012, com 6,7 milhões de visitantes. O parque também teve um lucro líquido de 13,97 milhões de dólares para em 2012, o primeiro lucro anual do complexo.
A Hong Kong Disneyland atualmente ocupa 22,4 hectares de terra; o parque será expandido para 27,5 hectares,  quando três novas áreas temáticas forem concluídas. Após a expansão, estima-se que o parque receba entre 7,9 e 8,9 milhões de visitantes todos os anos. A capacidade parque irá aumentar para até 10 milhões de visitantes anuais ao longo de um período de expansão de 15 anos.